# Boris Grundl

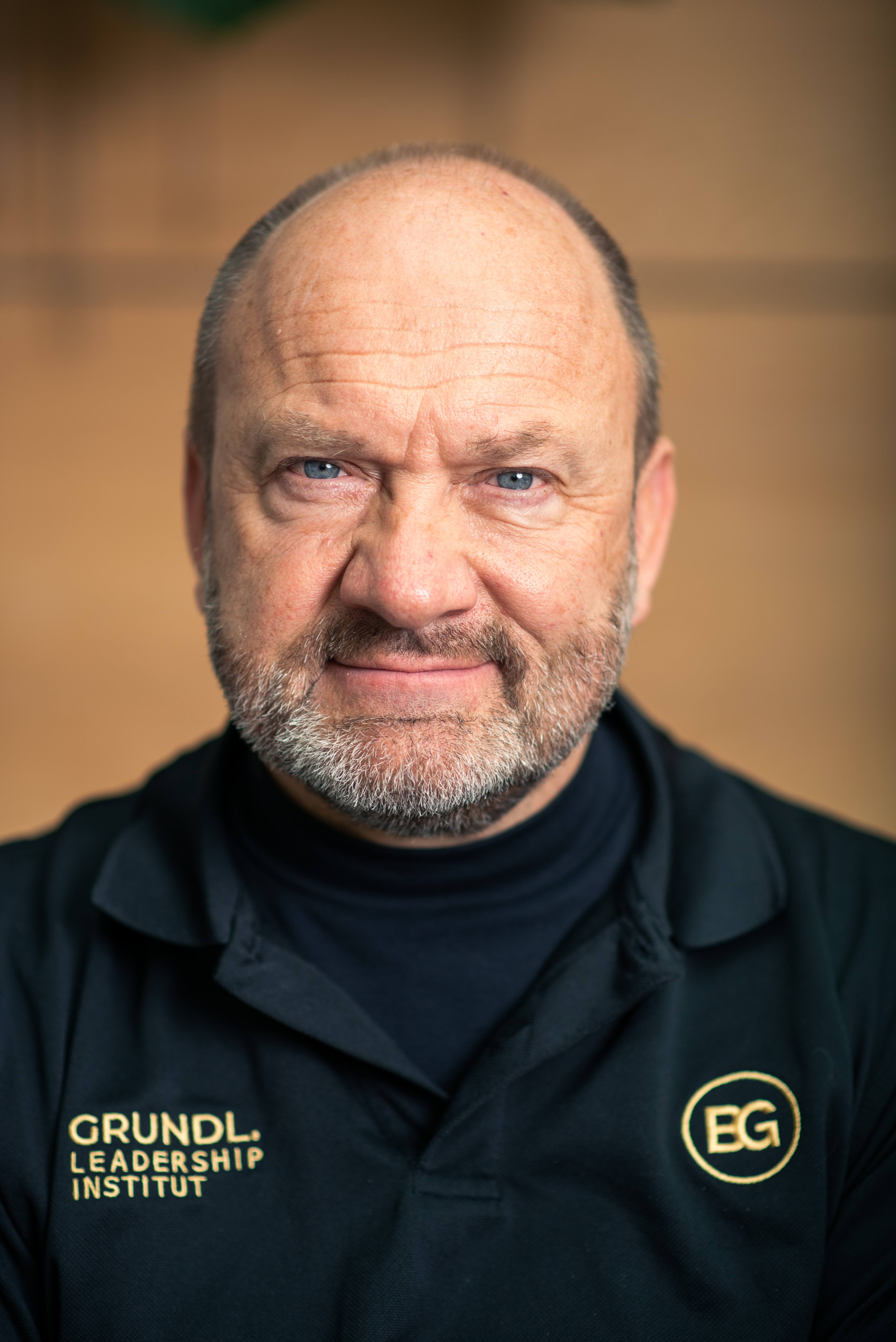
Boris Grundl (2021)

Boris Grundl (* 11. August 1965) ist ein deutscher Sachbuchautor, Unternehmer, Managementtrainer, Redner und ehemaliger Rollstuhl-Sportler.

## Leben
Nach dem Abitur im Jahr 1984 und dem Dienst als Reserveoffizier beim Fallschirmjägerbataillon in Calw begann Boris Grundl 1986 ein Studium der Sportwissenschaft an der Deutschen Sporthochschule in Köln. Zeitgleich spielte  er semiprofessionell Tennis.
Im Dezember 1990 verletzte sich Boris Grundl schwer: Bei einem Klippensprung in Puerto Vallarta/Mexiko brach er sich den Halswirbel und zog sich eine Tetraplegie zu, eine spezielle Form der Querschnittlähmung, bei der alle vier Gliedmaßen betroffen sind. Im August 1992 nahm Boris Grundl, nun zu 90 % gelähmt und auf einen Rollstuhl angewiesen, das Studium der Sportwissenschaft wieder auf und schloss es 1994 ab. Begleitend studierte er 4 Semester Psychologie an der Universität Köln.
In den Jahren 1996 bis 2000 errang Boris Grundl Erfolge als Rollstuhl-Sportler. 1996 wurde er Deutscher Vizemeister im Rollstuhlrugby und 1997 Deutscher Meister seiner Klasse im Rollstuhltennis. 1997 wurde er zum besten europäischen Rollstuhlrugby-Spieler gewählt und 1999 Vizeeuropameister. Im Jahr 2000 nahm er an den Paralympics in Sydney teil.
Nach beruflichen Tätigkeiten in Management und Vertrieb zwischen 1992 und 2001 gründete Boris Grundl im Oktober 2001 ein Institut für Leadership. Neben seiner Tätigkeit als Managementberater und Führungstrainer hält Grundl Vorträge zu den Themen Persönlichkeitsentwicklung, Selbstverantwortung und Mitarbeiterführung. In einer ehrenamtlichen Reihe von Schülervorträgen motiviert er Jugendliche, Schwierigkeiten zu überwinden, ihr Potenzial zu erkennen und optimistisch in die Zukunft zu starten.
Boris Grundl ist zudem als Autor aktiv. In seinem Erstlingswerk Leading Simple beschreibt er zusammen mit Bodo Schäfer Werkzeuge und Prinzipien für verantwortungsvolle Führung. Seinen Unfall und den Prozess des Umgangs mit der daraus resultierenden Behinderung verarbeitete Boris Grundl 2008 in seinem Buch Steh auf!. In seinem 2023 erschienenen Buch Lust auf Verantwortung fasst er seine Erkenntnisse aus über 20 Jahren Arbeit als Führungstrainer und 6 Jahren Forschung zum Thema Verantwortung zusammen. Seine Kernthemen sind mentale Haltung, menschliches und unternehmerisches Wachstum und Verantwortung.

## Publikationen
- Mit Bodo Schäfer: Leading Simple – Führen kann so einfach sein, GABAL Verlag, Offenbach 2007. ISBN 978-3-89749-708-5.
- Steh auf! Bekenntnisse eines Optimisten, ECON, Berlin 2008. ISBN 978-3-430-20041-7.
- Diktatur der Gutmenschen – Was Sie sich nicht gefallen lassen dürfen, wenn Sie etwas bewegen wollen, ECON, Berlin 2010. ISBN 978-3-430-20107-0.
- Die Zeit der Macher ist vorbei – Warum wir neue Vorbilder brauchen, ECON, Berlin 2012. ISBN 978-3-430-20140-7.
- Mach mich glücklich: Wie Sie das bekommen, was jeder haben will, Econ, 2014, ISBN 978-3-430-20178-0.
- Verstehen heißt nicht einverstanden sein, Econ, 2017, ISBN 978-3-430-20244-2.
- Lust auf Verantwortung, Econ Berlin 2023, ISBN 978-3-430-21091-1